# Droit au puits
Droit au puits (France) ou Ent'deux joints (Québec) (Highway to Well) est un épisode de la série télévisée d'animation Les Simpson. Il s'agit du dix-septième épisode de la trente-et-unième saison et du 679e de la série.

## Synopsis
Alors que Marge décide de laisser Maggie passer la journée dans un centre éducatif, elle se rend compte que sa journée est vide. Après avoir tenté de nombreuses activités, elle est embauchée dans un nouveau magasin, qui se révèle être une officine vendant des produits à base de cannabis, légalement. Voulant quitter son emploi à cause de ses convictions, sa famille la fait changer d'avis. Cependant, Homer décide d'ouvrir un commerce parallèle avec Moe, dans le but de vendre les mêmes produits. Empiétant sur les plates-bandes du magasin de Marge, elle est contrainte de faire fermer ce commerce illégal pour ne pas perdre son travail. Mais, la colère d'Homer va provoquer bien des soucis à Marge et son employeur…

## Réception
Lors de sa première diffusion, l'épisode a attiré 1,66 million de téléspectateurs.